# Geoffrey McGeachin
Pour les articles homonymes, voir McGeachin.
Geoffrey McGeachin, né en 1949 à Melbourne, en Australie, est un écrivain australien, auteur de roman policier.

## Biographie
Geoffrey McGeachin a passé plusieurs années aux États-Unis dans les années 1970 en tant que photographe commercial, avant de retourner à Melbourne.
Après avoir publié son premier roman, Fat, Fifty and F***ed: A Midlife Crisis Can be the Start of Something Explosive, en 2004, il débute en 2005 avec D-e-d Dead!, une série consacrée à Alby Murdoch, un agent secret australien et photographe international. 
En 2010, avec The Diggers Rest Hotel, il commence une nouvelle série mettant en scène Charlie Berlin, un ancien pilote de bombardier et prisonnier de guerre de la Seconde Guerre mondiale ayant rejoint en 1947 la police de Victoria. Avec ce roman et le deuxième de cette série, Blackwattle Creek, il est lauréat du prix Ned Kelly du meilleur roman en 2011 et 2013.

## Œuvre

### Romans

#### SérieAlby Murdoch
- D-e-d Dead! (2005)
- Sensitive New Age Spy (2007)
- Dead and Kicking (2009)

#### SérieCharlie Berlin
- The Diggers Rest Hotel (en) (2010)
- Blackwattle Creek (en) (2012)
- St Kilda Blues (2014)

#### Autre roman
- Fat, Fifty and F***ed: A Midlife Crisis Can be the Start of Something Explosive (2004)

## Prix et distinctions

### Prix
- Prix Ned Kelly 2011 du meilleur roman pour The Diggers Rest Hotel[2]
- Prix Ned Kelly 2013 du meilleur roman pour Blackwattle Creek[2]